# Sébastien Peineau
Sébastien Peineau (24 de mayo de 1987) es un deportista francés que compitió en tiro con arco, en la modalidad de arco compuesto.
Ganó una medalla en el Campeonato Mundial de Tiro con Arco al Aire Libre de 2017 y tres medallas en el Campeonato Mundial de Tiro con Arco en Sala, en los años 2012 y 2016.
Además, obtuvo tres medallas en el Campeonato Europeo de Tiro con Arco al Aire Libre entre los años 2014 y 2018, y cuatro medallas en el Campeonato Europeo de Tiro con Arco en Sala entre los años 2011 y 2015.

## Palmarés internacional
| Campeonato Mundial al Aire Libre | Campeonato Mundial al Aire Libre | Campeonato Mundial al Aire Libre | Campeonato Mundial al Aire Libre |
| Año                              | Lugar                            | Medalla                          | Prueba                           |
| -------------------------------- | -------------------------------- | -------------------------------- | -------------------------------- |
| 2017                             | Ciudad de México (México)        | Medalla de oro                   | Individual                       |
| Campeonato Mundial en Sala       |                                  |                                  |                                  |
| Año                              | Lugar                            | Medalla                          | Prueba                           |
| 2012                             | Las Vegas (Estados Unidos)       | Medalla de plata                 | Equipo                           |
| 2016                             | Ankara (Turquía)                 | Medalla de oro                   | Individual                       |
| 2016                             | Ankara (Turquía)                 | Medalla de bronce                | Equipo                           |
| Campeonato Europeo al Aire Libre |                                  |                                  |                                  |
| Año                              | Lugar                            | Medalla                          | Prueba                           |
| 2014                             | Echmiadzin (Armenia)             | Medalla de bronce                | Individual                       |
| 2016                             | Nottingham (Reino Unido)         | Medalla de bronce                | Equipo                           |
| 2018                             | Legnica (Polonia)                | Medalla de plata                 | Equipo                           |
| Campeonato Europeo en Sala       |                                  |                                  |                                  |
| Año                              | Lugar                            | Medalla                          | Prueba                           |
| 2011                             | Cambrils (España)                | Medalla de plata                 | Individual                       |
| 2011                             | Cambrils (España)                | Medalla de bronce                | Equipo                           |
| 2013                             | Rzeszów (Polonia)                | Medalla de plata                 | Equipo                           |
| 2015                             | Koper (Eslovenia)                | Medalla de plata                 | Equipo                           |